# Ponta de São Lourenço

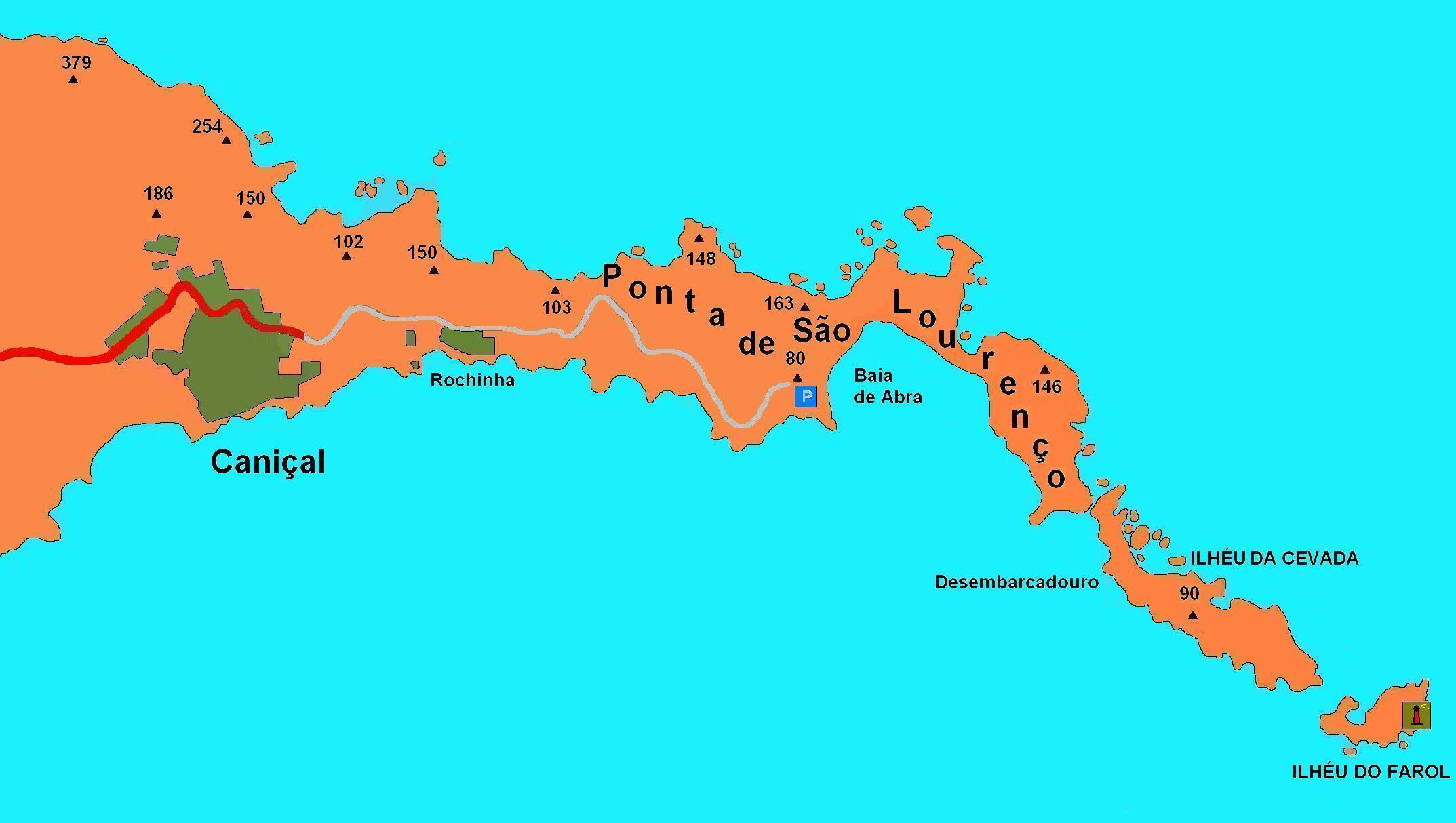
Mapa východního výběžku ostrova Madeira

Ponta de São Lourenço je nejvýchodnější část ostrova Madeira. Má tvar úzké šíje přecházející ve dva ostrůvky (Ilhéu da Cevada, nazývaný také Ilhéu dos Desembarcadouros, při odlivu někdy dostupný suchou nohou, a Ilhéu do Farol, na němž je maják). Výchozím bodem při cestě na Ponta de São Lourenço je městečko Caniçal. Na jižním pobřeží, asi 4 kilometry od městečka Caniçal se nachází jachtařský komplex Quinta do Lorde. 
Celá Ponta de São Lourenço má malou nadmořskou výšku, takže nezachycuje oblaka postupující nad oceánem (převážně od severovýchodu). Výsledkem je velmi suché místní klima, podobné klimatu nedalekých ostrovů Desertas. Chudou vegetaci tvoří převážně nízké keře a traviny. Jen na jaře zde uvidíme květy, tráva se zde zazelená obvykle v zimě začátkem roku.

## Historie
Od roku 1982 je oblast chráněna. Od roku 1996 je zde přírodní rezervace se zvlášť přísnými pravidly na zmíněných ostrůvcích. Na Ilhéu do Farol se nevyskytují dravci žijící na pevnině, což je příznivé z hlediska ochrany hnízdících ptáků. Před rokem 1996 byli hlavní hrozbou pro hnízdící ptáky místní rybáři. Přírodu narušovala i těžba písku a pastva.

## Maják
Maják na Ilhéu do Farol byl uveden do provozu 10. září 1886. Jeho základna je 103 m nad hladinou moře a výška věže 10 m. První maják měl petrolejové lampy a byl viditelný až ze vzdálenosti 25 námořních mil. V roce 1956 byl maják elektrifikován. Byla použita žárovka o výkonu 3 kW. Od roku 2000 jsou zdrojem energie sluneční baterie. Maják je v péči portugalského vojenského námořnictva.

## Galerie

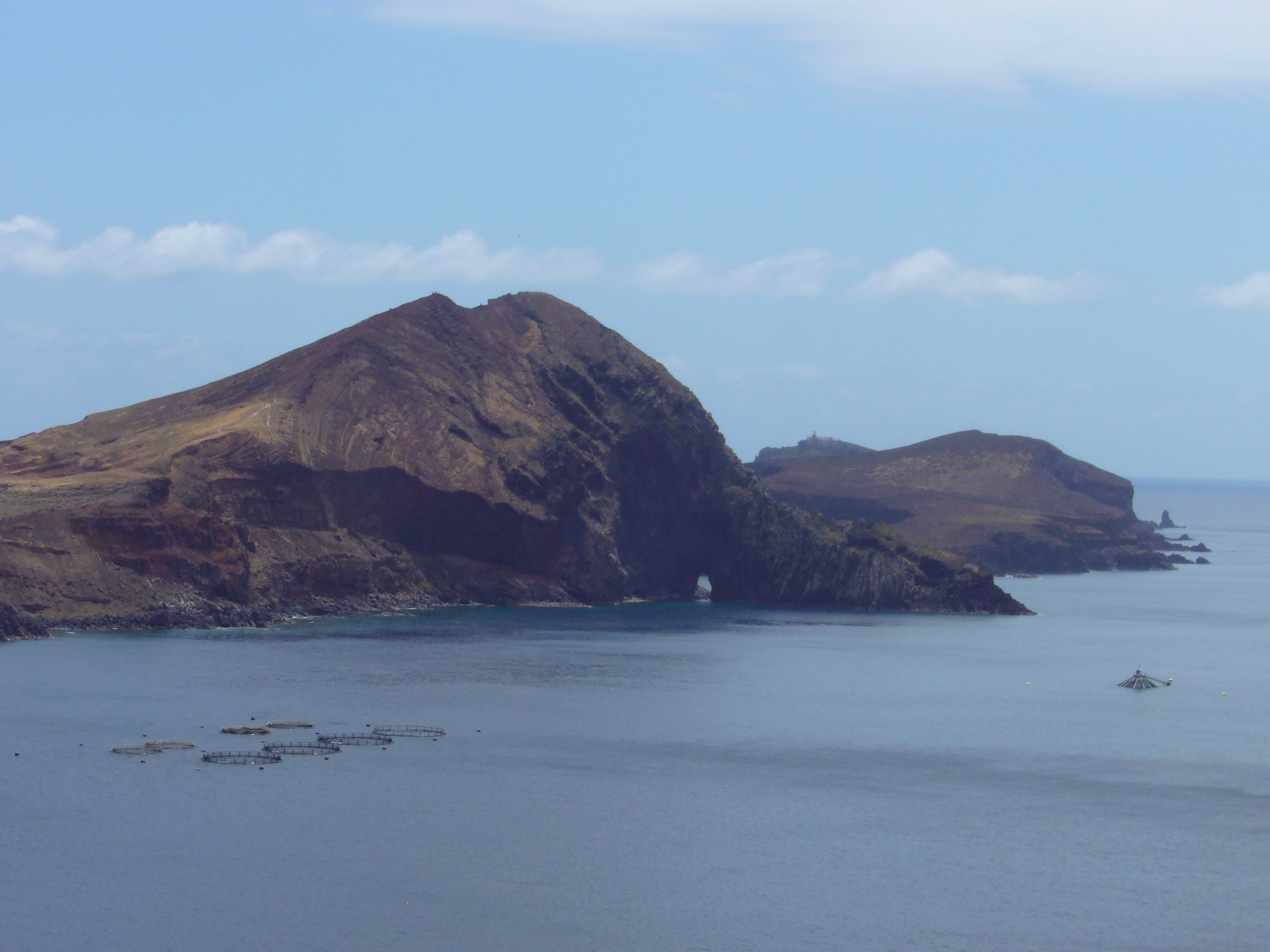
Zátoka Baía de Abra. Na hladině jsou zařízení oceánografického výzkumu. Malá špička zcela vzadu (v pravé polovině snímku) je maják.
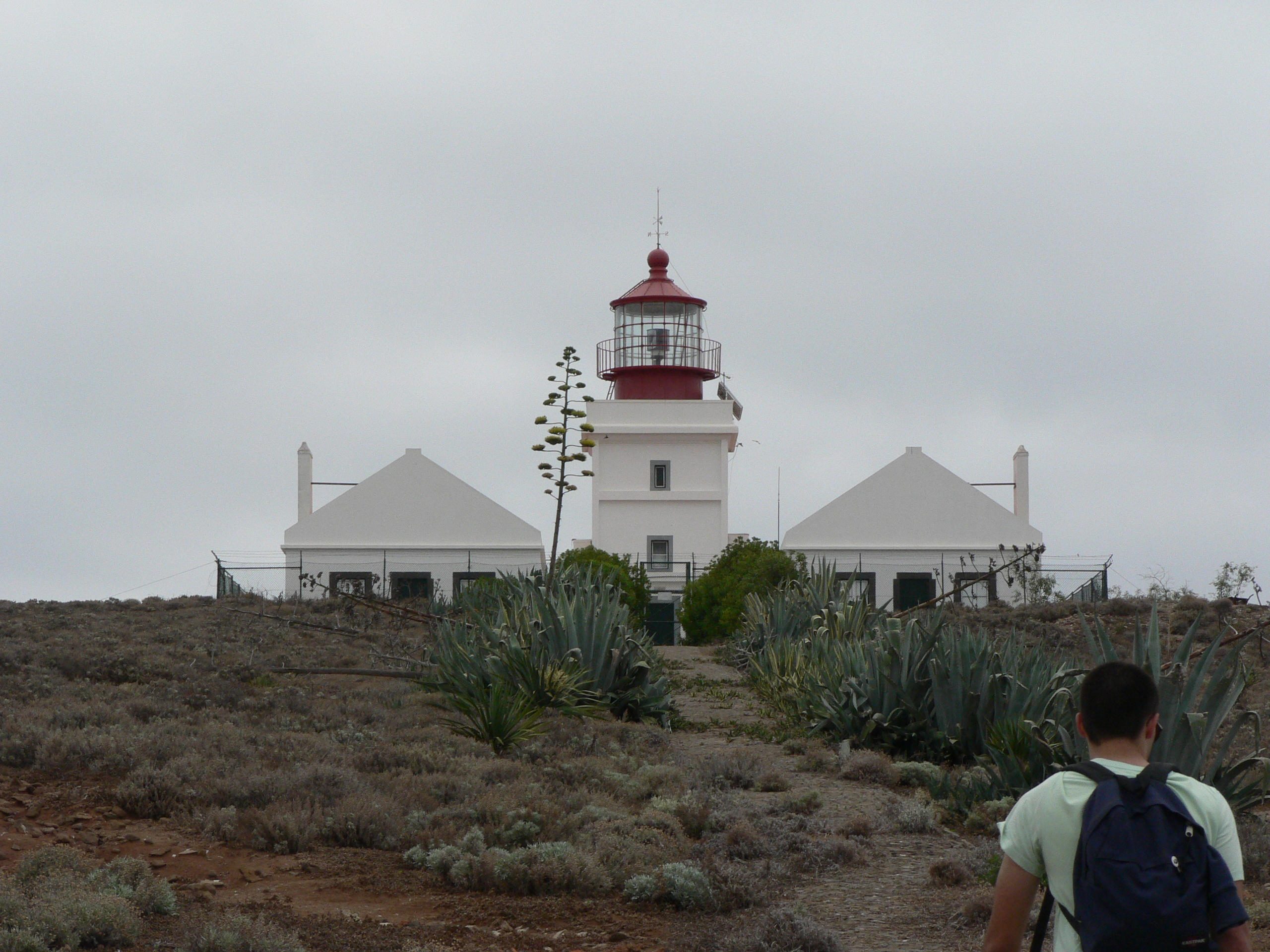
Maják na Ilhéu do Farol
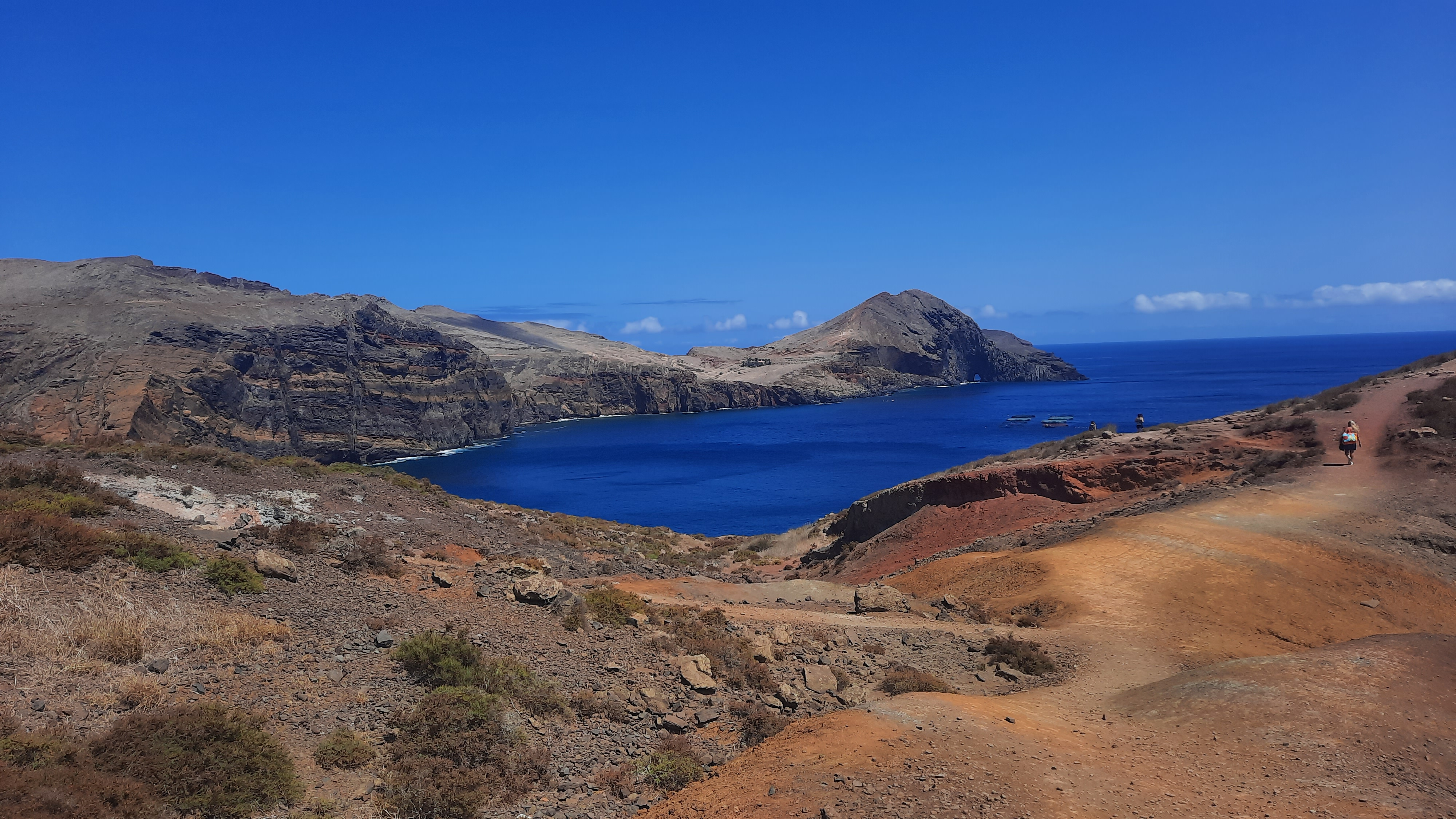
Výhled na výběžek Ponta de São Lourenço
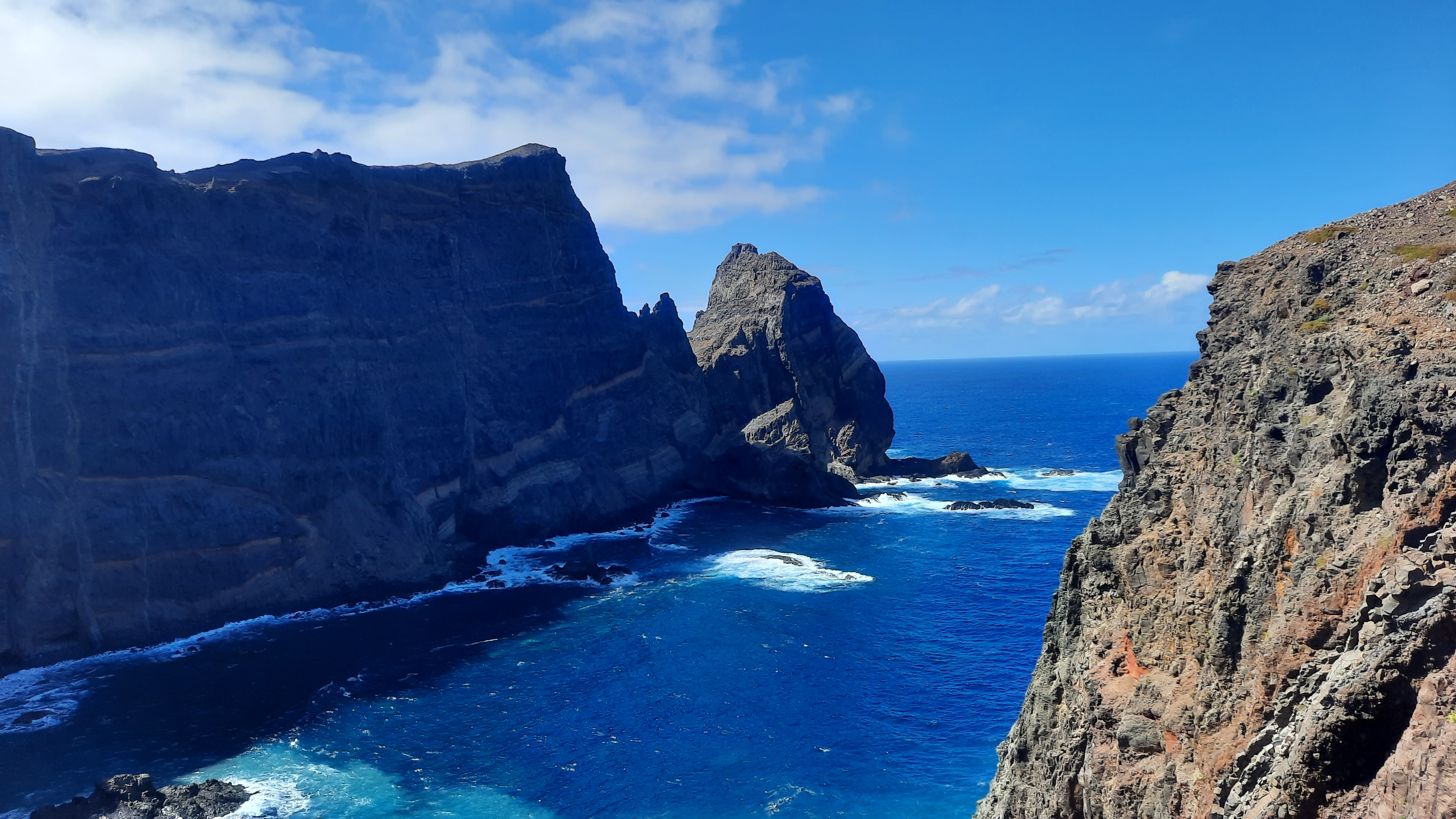
Výhled do zátoky
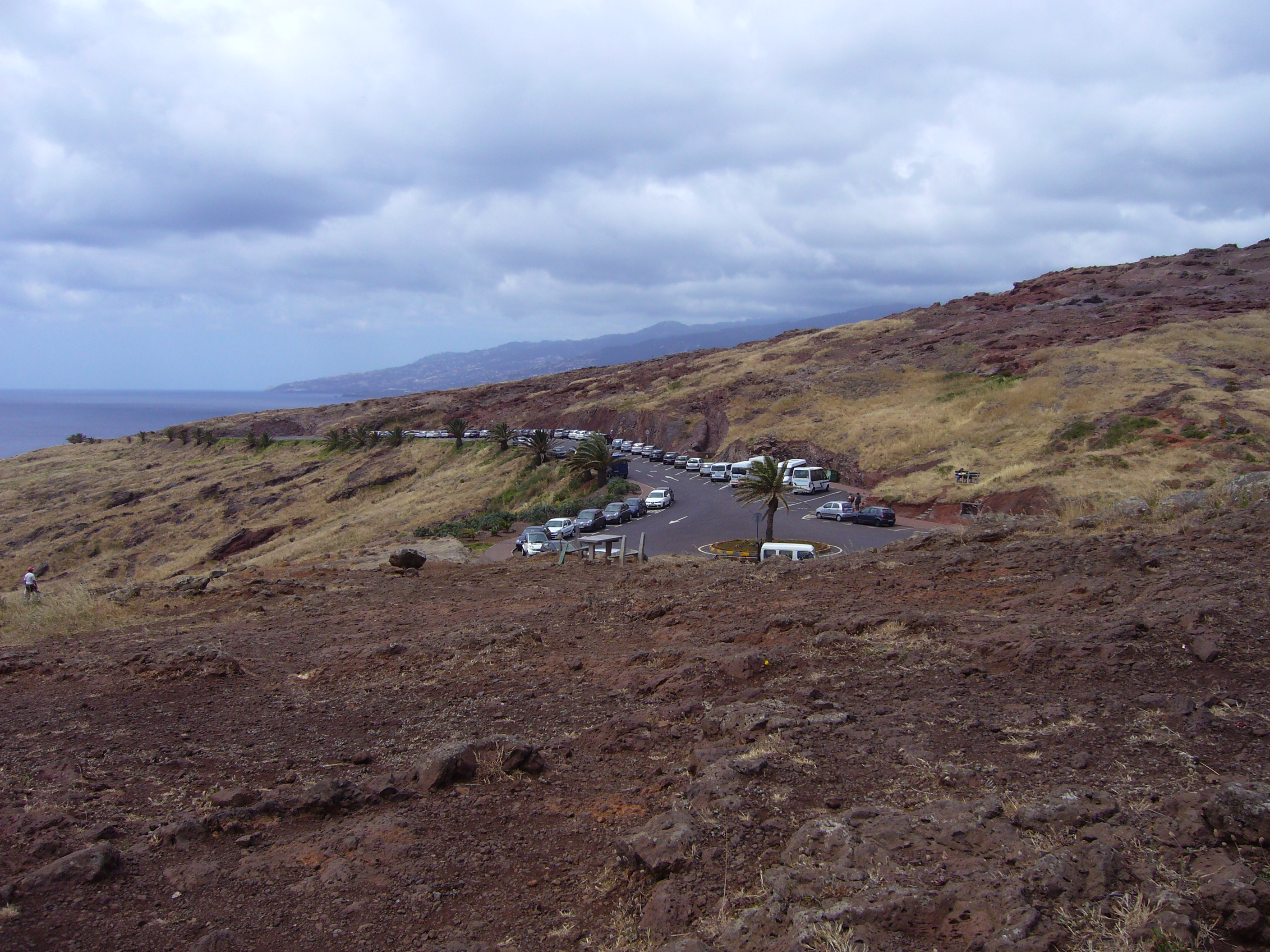
Parkoviště na konci silnice
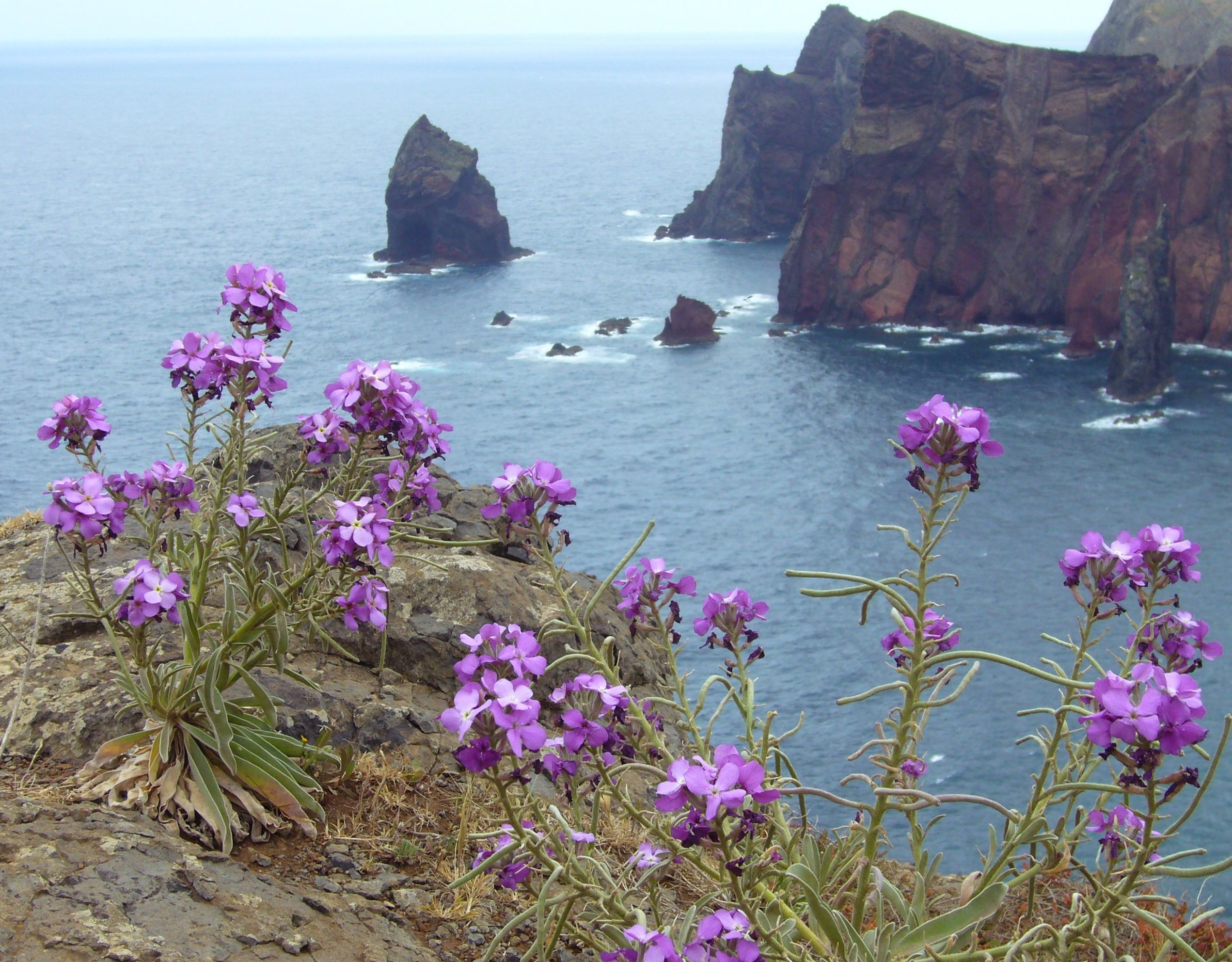
Květen na Ponta de São Lourenço – severní břeh
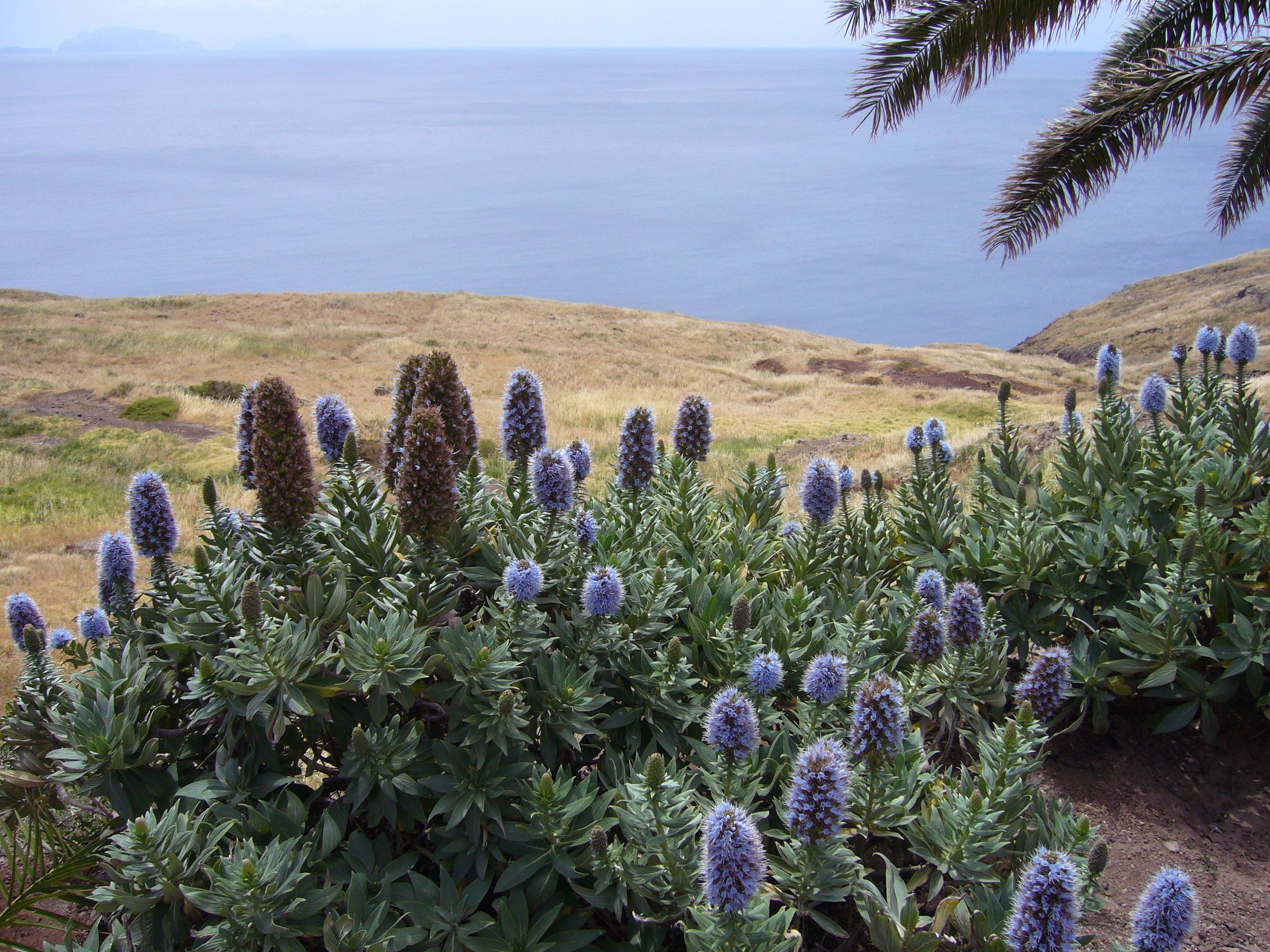
Květen na Ponta de São Lourenço – vlevo v oparu ostrovy Desertas
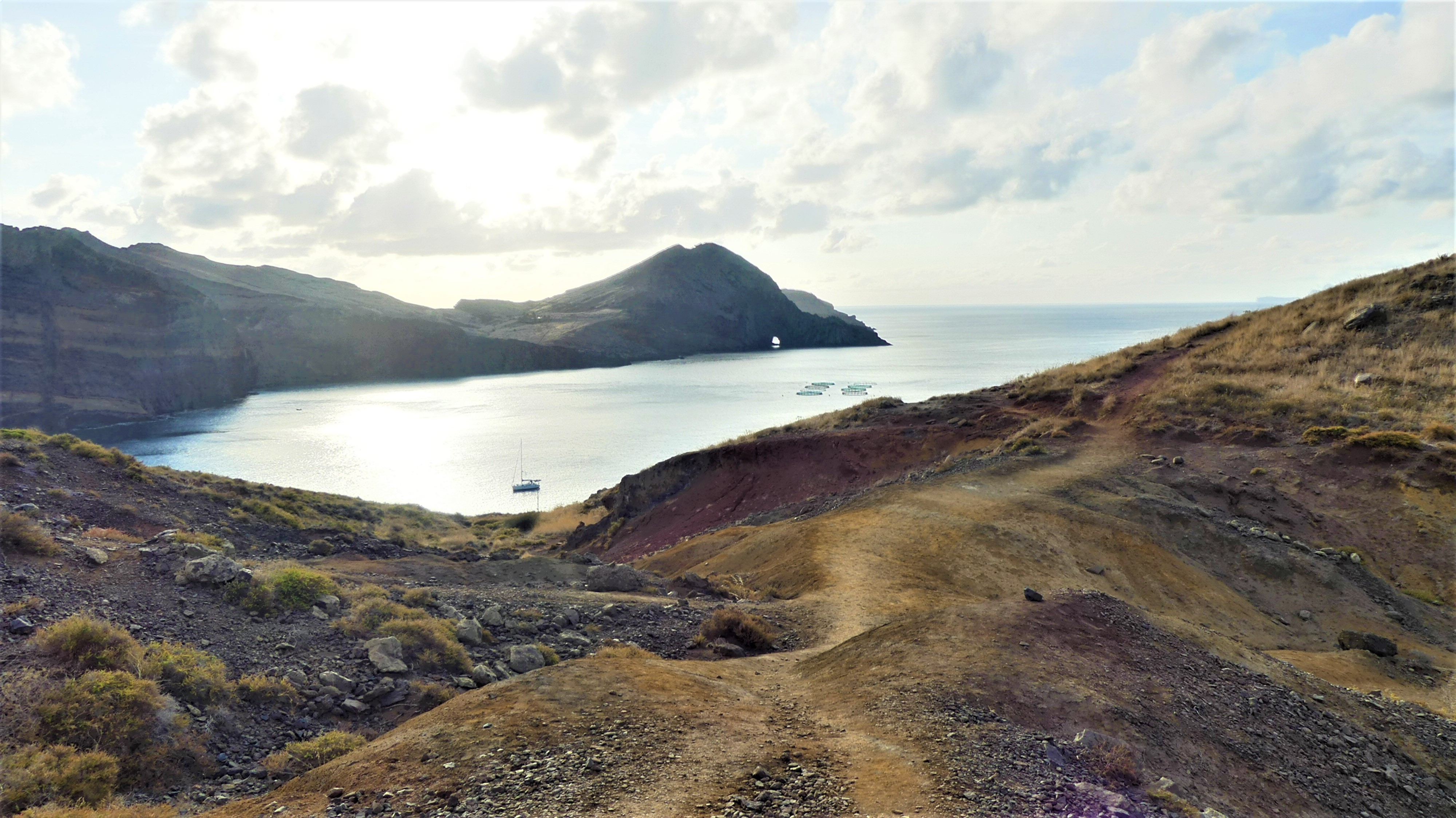
Poloostrov na podzim